# 페이퍼맨 (2009년 영화)
《페이퍼맨》(영어: Paper Man)은 2009년 개봉한 미국의 독립 코미디 드라마 영화이다.

## 줄거리
잘나가는 의사 아내를 둔 무명 소설가 리처드. 모두가 부러워할 만한 삶을 사는 그에게는 한가지 비밀이 있다. 바로 어린 시절 만들어낸 상상 속 친구 캡틴과 아직까지 함께 지낸다는 것. 이런 그를 모두들 이상하게 생각하고 정작 리처드 역시 이제는 사사건건 불쑥 나타나 자신의 일을 간섭하고 잔소리하는 캡틴이 슬슬 지겨워진다. 그러던 어느 날, 우연히 십대 소녀 애비를 만나게 되고 애비는 리처드의 엉뚱한 행동들을 이상하게 생각하지 않고 오히려 함께 즐기는데...
과연 리처드는 생애 처음으로 진짜 친구를 사귈 수 있을까?

## 출연
- 제프 대니얼스 - 리처드 던 역
- 리사 쿠드로 - 클레어 던 역
- 라이언 레이놀즈 - 캡틴 엑설런트 역
- 에마 스톤 - 애비 역
- 키런 컬킨 - 크리스토퍼 역
- 헌터 패리시 - 브라이스 역
- 애러벨라 필드 - 루시 역